# الحیفه
ال هیفاه یک منطقهٔ مسکونی در یمن است که در استان صنعا واقع شده‌است.